# Premio Strega
De Premio Strega is de meest prestigieuze Italiaanse literatuurprijs. De prijs wordt sinds 1947 jaarlijks uitgereikt aan het beste fictieboek van een Italiaanse auteur en voor het eerst uitgegeven tussen 1 mei van het vorige jaar en 30 april.

## Geschiedenis en selectieprocedure
In 1944 organiseerden Maria en Goffredo Bellonci voor het eerst een literair salon in hun huis in Rome. Deze zondagse bijeenkomsten bevatten al snel de meest notabele personen uit het Italiaanse culturele leven. De groep stond bekend onder de naam Amici della Domenica, de Zondagse vrienden. In 1947 besloten de Belloncis, samen met Guido Alberti, de eigenaar van het bedrijf dat Strega (likeur) produceert, om een literatuurprijs in het leven te roepen, voor het beste Italiaanse fictieboek van het vorige jaar. De winnaar wordt gekozen door de Zondagse vrienden.
Sinds de dood van Maria Bellonci in 1986 werd de organisatie overgenomen door de Fondazione Maria e Goffredo Bellonci. De leden van de vierhonderdkoppige jury worden nog steeds de Zondagse vrienden genoemd. Om een boek in aanmerking te brengen moeten ten minste twee Vrienden hiermee akkoord gaan. De lange lijst met mogelijke winnaars wordt dan uitgedund tot vijf overblijvers. De tweede stemronde, gevolgd door de proclamatie, vindt plaats op de eerste donderdag van juli in het nymphaeum van Villa Giulia in Rome.
In 2006, de zeventigste editie van de Premio Strega, werd een speciale prijs uitgereikt aan de Italiaanse Grondwet, die werd opgetekend in de beginjaren van deze literatuurprijs. De prijs werd in ontvangst genomen door voormalig president van de Italiaanse Republiek Oscar Luigi Scalfaro.

## Winnaars
- 1947 - Ennio Flaiano, Tempo di uccidere
- 1948 - Vincenzo Cardarelli, Villa Tarantola
- 1949 - Giambattista Angioletti, La memoria
- 1950 - Cesare Pavese, La bella estate
- 1951 - Corrado Alvaro, Quasi una vita
- 1952 - Alberto Moravia, I racconti
- 1953 - Massimo Bontempelli, L'amante fedele
- 1954 - Mario Soldati, Lettere da Capri
- 1955 - Giovanni Comisso, Un gatto attraversa la strada
- 1956 - Giorgio Bassani, Cinque storie ferraresi
- 1957 - Elsa Morante, L'isola di Arturo
- 1958 - Dino Buzzati, Sessanta racconti
- 1959 - Giuseppe Tomasi di Lampedusa, Il gattopardo
- 1960 - Carlo Cassola, La ragazza di Bube
- 1961 - Raffaele La Capria, Ferito a morte
- 1962 - Mario Tobino, Il clandestino
- 1963 - Natalia Ginzburg, Lessico famigliare
- 1964 - Giovanni Arpino, L'ombra delle colline
- 1965 - Paolo Volponi, La macchina mondiale
- 1966 - Michele Prisco, Una spirale di nebbia
- 1967 - Anna Maria Ortese, Poveri e semplici
- 1968 - Alberto Bevilacqua, L'occhio del gatto
- 1969 - Lalla Romano, Le parole tra noi leggere
- 1970 - Guido Piovene, Le stelle fredde
- 1971 - Raffaello Brignetti, La spiaggia d'oro
- 1972 - Giuseppe Dessì, Paese d'ombre
- 1973 - Manlio Cancogni, Allegri, gioventù
- 1974 - Guglielmo Petroni, La morte del fiume
- 1975 - Tommaso Landolfi, A caso
- 1976 - Fausta Cialente, Le quattro ragazze Wieselberger
- 1977 - Fulvio Tomizza, La miglior vita
- 1978 - Ferdinando Camon, Un altare per la madre
- 1979 - Primo Levi, La chiave a stella
- 1980 - Vittorio Gorresio, La vita ingenua
- 1981 - Umberto Eco, Il nome della rosa
- 1982 - Goffredo Parise, Il sillabario n.2
- 1983 - Mario Pomilio, Il Natale del 1833
- 1984 - Pietro Citati, Tolstoj
- 1985 - Carlo Sgorlon, L'armata dei fiumi perduti
- 1986 - Maria Bellonci, Rinascimento privato
- 1987 - Stanislao Nievo, Le isole del paradiso
- 1988 - Gesualdo Bufalino, Le menzogne della notte
- 1989 - Giuseppe Pontiggia, La grande sera
- 1990 - Sebastiano Vassalli, La chimera
- 1991 - Paolo Volponi, La strada per Roma
- 1992 - Vincenzo Consolo, Nottetempo, casa per casa
- 1993 - Domenico Rea, Ninfa plebea
- 1994 - Giorgio Montefoschi, La casa del padre
- 1995 - Maria Teresa Di Lascia, Passaggio in ombra
- 1996 - Alessandro Barbero, Bella vita e guerre altrui di Mr. Pyle, gentiluomo
- 1997 - Claudio Magris, Microcosmi
- 1998 - Enzo Siciliano, I bei momenti
- 1999 - Dacia Maraini, Buio
- 2000 - Ernesto Ferrero, N.
- 2001 - Domenico Starnone, Via Gemito
- 2002 - Margaret Mazzantini, Non ti muovere
- 2003 - Melania G. Mazzucco, Vita
- 2004 - Ugo Riccarelli, Il dolore perfetto
- 2005 - Maurizio Maggiani, Il viaggiatore notturno
- 2006 - Sandro Veronesi, Caos calmo
- 2007 - Niccolò Ammaniti, Come Dio comanda
- 2008 - Paolo Giordano, La solitudine dei numeri primi
- 2009 - Tiziano Scarpa, Stabat Mater
- 2010 - Antonio Pennacchi, Canale Mussolini
- 2011 - Edoardo Nesi, Storia della mia gente
- 2012 - Alessandro Piperno, Inseparabili. Il fuoco amico dei ricordi
- 2013 - Walter Siti, Resistere non serve a niente
- 2014 - Francesco Piccolo, Il desiderio di essere come tutti
- 2015 - Nicola Lagioia, La ferocia
- 2016 - Edoardo Albinati, La scuola cattolica
- 2017 - Paolo Cognetti, Le otto montagne
- 2018 - Helena Janeczek, La ragazza con la Leica
- 2019 - Antonio Scurati, M. Il figlio del secolo
- 2020 - Sandro Veronesi, ll colibrì
- 2021 - Emanuele Trevi, Due vite
- 2022 - Mario Desiati, Spatriati
- 2023 - Ada d'Adamo, Come d'aria